# Sudeste Mato-Grossense
Sudeste Mato-Grossense è una mesoregione dello Stato del Mato Grosso in Brasile.

## Microregioni
È suddivisa in 4 microregioni:
- Alto Araguaia
- Primavera do Leste
- Rondonópolis
- Tesouro